# Insight (Publicidad)

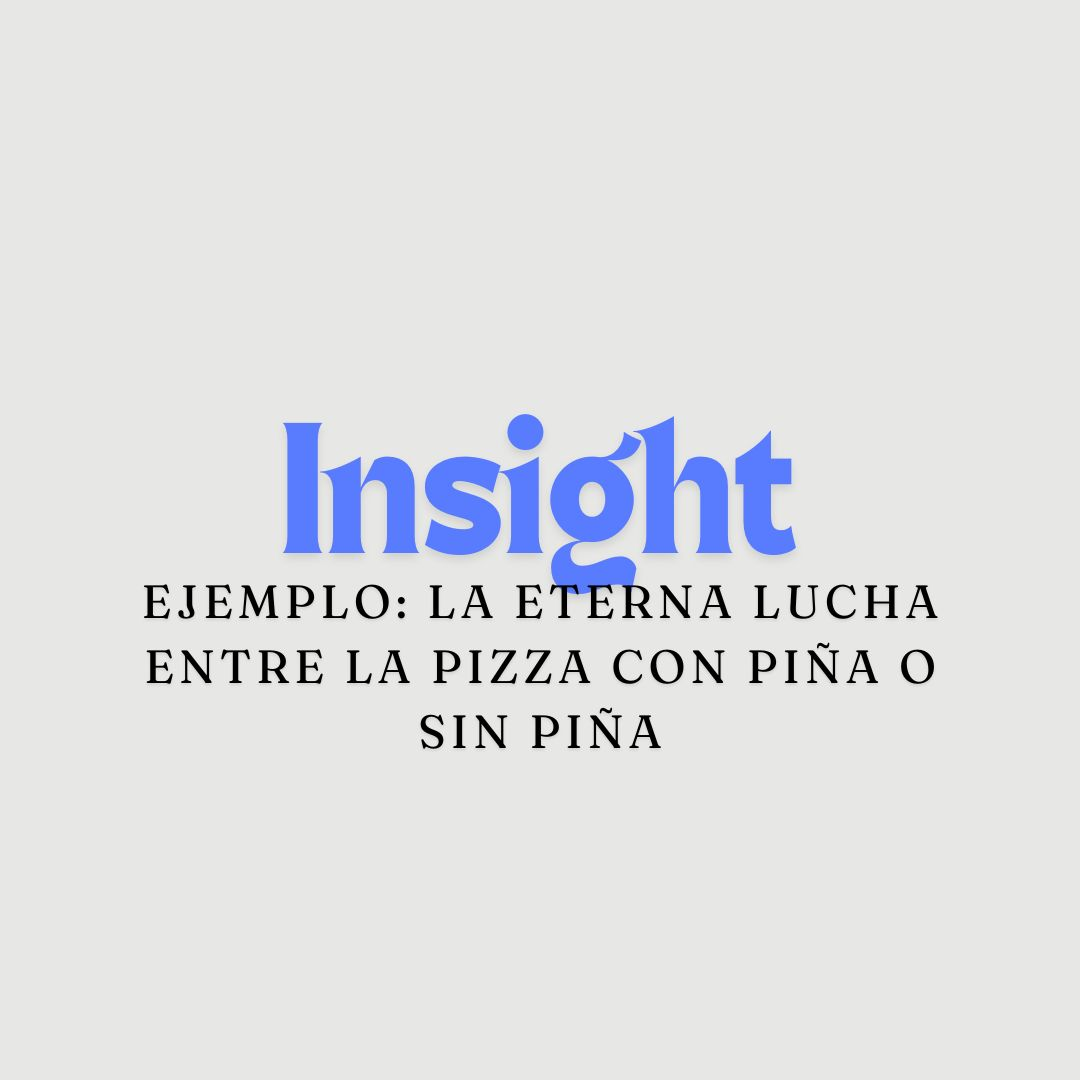

Los insights publicitarios por lo general, se relacionan con percepciones, verdades, conductas o reflexiones que creemos que son personales, pero que en realidad son comunes a toda la población. Es mediante estos hallazgos que las marcas establecen conexiones con sus usuarios y clientes.

## Insight publicitario
El insight publicitario o creativo no se trata de una simple idea o concepto ingenioso, sino de una revelación profunda sobre la esencia del consumidor o target. Es la capacidad de descifrar el código o verdad que rige los comportamientos de los usuarios, sus anhelos y sus miedos. Al desentrañar estos secretos, las marcas pueden conectar con sus públicos objetivo a un nivel emocional, creando mensajes que resuenen con autenticidad y generen un impacto duradero.
El insight no solo impulsa campañas exitosas, sino que también actúa como catalizador de la innovación en el ámbito publicitario. Al comprender profundamente al consumidor, las marcas pueden explorar nuevos formatos, plataformas y estrategias para conectar con ellos de manera más efectiva, generando así una notoriedad de marca memorable. 

### El insight creativo en el proceso creativo
El descubrimiento y verbalización del insight es la primera fase del proceso creativo para el desarrollo de campañas publicitarias que generan una verdadera conexión con los públicos objetivos a los que se dirigen. Los creativos publicitarios tienen la función dentro de las agencias de publicidad, de desarrollar la ideación de las campañas creativas, iniciándose estas con el proceso creativo.
Los creativos publicitarios utilizan los insights como base de sus ideas para campañas de publicidad. Es fácil confundirlo con una característica del producto o servicio, pero se debe tener claro que es una realidad, verdad común o descubrimiento del uso, forma de consumo o atributo principal del objeto de nuestra campaña publicitaria. 

### Preguntarse por el insight

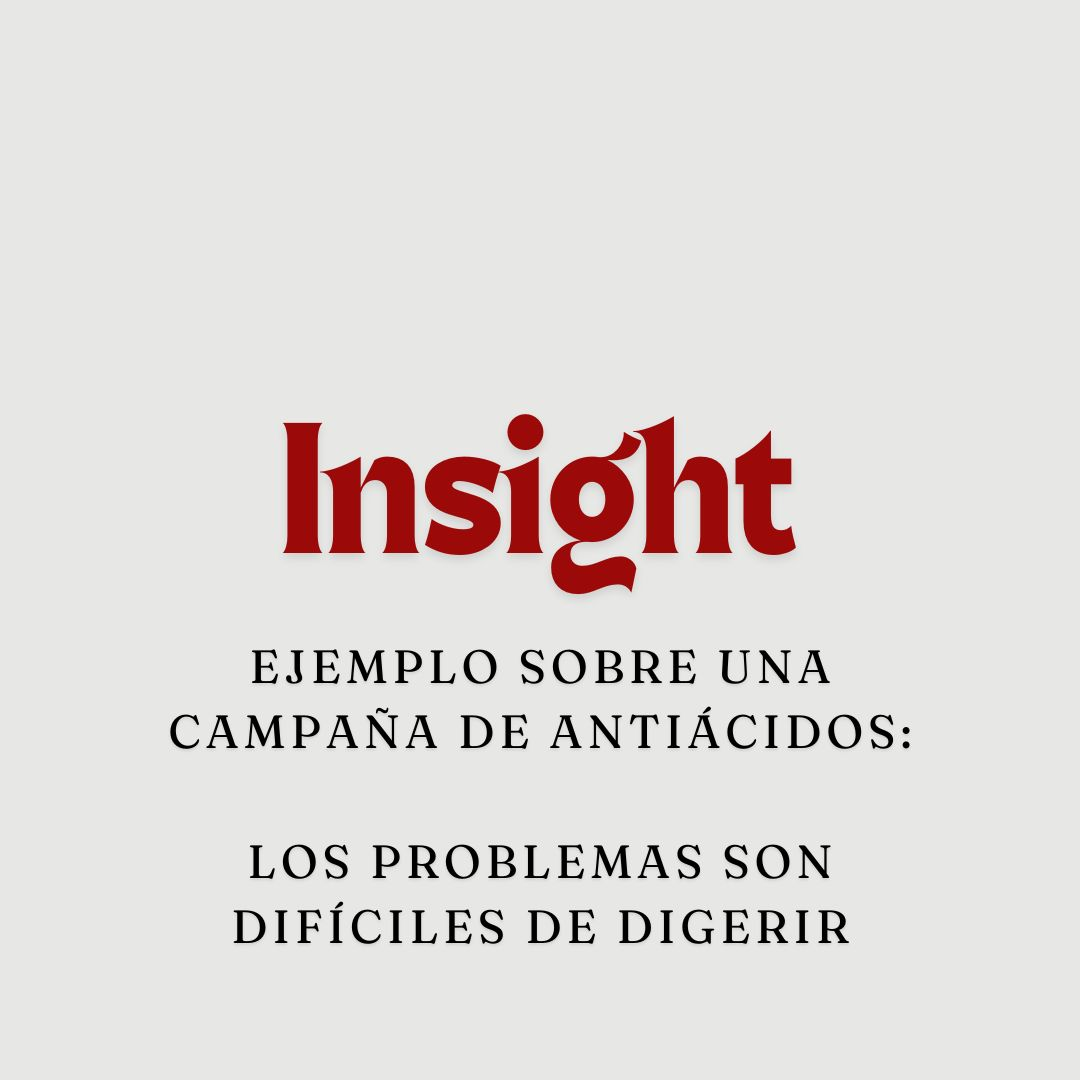
Ejemplo insight 2

Para iniciar el proceso creativo en el campo de la publicidad, los expertos o responsables de creatividad suelen abordar una serie de interrogantes fundamentales que guían la conceptualización y ejecución de sus campañas. Lo que comúnmente se llama preguntarse por el insight y que forma parte de la estrategia creativa.
Una de las primeras cuestiones que surge es la relacionada con el uso o la característica esencial de consumo del producto o servicio objeto de la campaña. Esta reflexión permite a los profesionales identificar los aspectos más relevantes y distintivos de lo que están promocionando, lo cual constituye la base sólida sobre la cual construir mensajes persuasivos y efectivos para llegar a su target. 
Al indagar sobre la naturaleza y funcionalidad del producto o servicio, se abre un espacio de exploración creativa en el que se pueden descubrir insights únicos que inspiren campañas creativas y efectivas (ejemplo: Lo esencial es invisible a los ojos (Dove)). Este enfoque centrado en comprender la esencia del producto o servicio no solo facilita la creación de contenido publicitario relevante, sino que también contribuye a crear spots u otros formatos publicitarios que sean más susceptibles de ser compartidos o virales,generando así un impacto de mayor alcance. 

#### Ejemplo de preguntarse por el insight
Un ejemplo, si el briefing es para una marca de antiácidos cuya característica principal es que es ayuda a los consumidores a digerir mejor, el inicio del proceso debería iniciarse con la pregunta "¿Qué cosas son difíciles de digerir?" (Comidas pesadas, rupturas amorosas, problemas...) cuanto más creativa sea la respuesta que se de y siempre y cuando sea verdad, estaremos trabajando un insight creativo. Por lo tanto este tipo de preguntas generan un tipo de respuestas que permiten verbalizar insights creativos y así continuar con el proceso creativo clásico. Este proceso esta íntimamente relacionado con el pensamiento lateral, conocido por ser una forma de pensamiento imaginativo o creativo que nos ayuda con la obtención de respuestas a problemas de una manera diferente y no convencional.  